# Francquiprijs
De Francquiprijs is een belangrijke Belgische wetenschappelijke prijs. De prijs, genoemd naar de Belgische zakenman en diplomaat Emile Francqui, is een bekroning, niet van een carrière maar van door een (relatief) jonge vorser reeds geleverd werk, en dus bedoeld als ondersteuning voor verder wetenschappelijk onderzoek.
De prijs wordt jaarlijks toegekend door de Francqui-Stichting en gaat beurtelings naar een wetenschapper uit de humane, exacte en biologische-medische wetenschappen. De voorgedragen kandidaten zijn onder de vijftig op 1 januari van het jaar van uitreiking en dienen verbonden te zijn aan een Belgische academische of gelijkwaardige instelling, reeds ten minste tien jaar in het geval van een buitenlandse onderzoeker. De acht tot veertien juryleden, allen buitenlandse wetenschappers die bij de voordracht en toekenning niet verbonden zijn aan een Belgische wetenschappelijke instelling of universiteit, stemmen geheim. De prijs van € 250.000 wordt dat jaar slechts toegekend, mits twee derden van het minstens twaalfkoppig bestuur van de stichting de voorgestelde laureaat steunen. 

## Prijswinnaars
- 1933 - Henri Pirenne, Humane Wetenschappen
- 1934 - Georges Lemaître, Exacte Wetenschappen
- 1936 - Franz Cumont, Humane Wetenschappen
- 1938 - Jacques Errera, Exacte Wetenschappen
- 1940 - Pierre Nolf, Biologische en Medische Wetenschappen
- 1946 - François Louis Ganshof, Humane Wetenschappen
- 1946 - Frans-H. van den Dungen, Exacte Wetenschappen
- 1946 - Marcel Florkin, Biologische en Medische Wetenschappen
- 1948 - Léon H. Dupriez, Humane Wetenschappen
- 1948 - Marc de Hemptinne, Exacte Wetenschappen
- 1948 - Zénon Bacq, Biologische en Medische Wetenschappen
- 1948 - Pol Swings, Exacte Wetenschappen
- 1948 - Jean Brachet, Biologische en Medische Wetenschappen
- 1949 - Léon Rosenfeld, Exacte Wetenschappen
- 1950 - Paul Harsin, Humane Wetenschappen
- 1951-  Henri Koch, Biologische en Medische Wetenschappen
- 1952 - Florent Bureau, Exacte Wetenschappen
- 1953 - Claire Préaux, Humane Wetenschappen
- 1953 - Étienne Lamotte, Humane Wetenschappen
- 1954 - Raymond Jeener, Biologische en Medische Wetenschappen
- 1955 - Ilya Prigogine, Exacte Wetenschappen
- 1956 - Louis Remacle, Humane Wetenschappen
- 1957 - Lucien Massart, Biologische en Medische Wetenschappen
- 1958 - Léon Van Hove, Exacte Wetenschappen
- 1959 - Gérard Garitte, Humane Wetenschappen
- 1960 - Christian de Duve, Biologische en Medische Wetenschappen
- 1961 - Adolphe Van Tiggelen, Exacte Wetenschappen
- 1961 - Jules Duchesne, Exacte Wetenschappen
- 1962 - Chaïm Perelman, Humane Wetenschappen
- 1963 - Hubert Chantrenne, Biologische en Medische Wetenschappen
- 1964 - Paul Ledoux, Exacte Wetenschappen
- 1965 - Roland Mortier, Humane Wetenschappen
- 1966 - Henri G. Hers, Biologische en Medische Wetenschappen
- 1967 - José J. Fripiat, Exacte Wetenschappen
- 1968 - Jules Horrent, Humane Wetenschappen
- 1969 - Isidoor Leusen, Biologische en Medische Wetenschappen
- 1970 - Radu Bălescu, Exacte Wetenschappen
- 1971 - Georges Thines, Humane Wetenschappen
- 1972 - Jean-Edouard Desmedt, Biologische en Medische Wetenschappen
- 1973 - Pierre Macq, Exacte Wetenschappen
- 1974 - Raoul Van Caenegem, Humane Wetenschappen
- 1975 - René Thomas, Biologische en Medische Wetenschappen
- 1976 - Walter Fiers, Exacte Wetenschappen
- 1977 - Jacques Taminiaux, Humane Wetenschappen
- 1978 - Jacques Nihoul, Biologische en Medische Wetenschappen
- 1979 - Jeff Schell, Exacte Wetenschappen
- 1980 - Jozef IJsewijn, Humane Wetenschappen
- 1981 - André Trouet, Biologische en Medische Wetenschappen
- 1982 - François Englert, Exacte Wetenschappen
- 1983 - Alexis Jacquemin, Humane Wetenschappen
- 1984 - Désiré Collen, Biologische en Medische Wetenschappen
- 1985 - Amand Lucas, Exacte Wetenschappen
- 1986 - Marc Wilmet, Humane Wetenschappen
- 1987 - Jacques Urbain, Biologische en Medische Wetenschappen
- 1988 - Pierre van Moerbeke, Exacte Wetenschappen
- 1989 - Pierre Pestieau, Humane Wetenschappen
- 1990 - Thierry Boon, Biologische en Medische Wetenschappen
- 1991 - Jean-Marie André, Exacte Wetenschappen
- 1992 - Géry van Outryve d'Ydewalle, Humane Wetenschappen
- 1993 - Gilbert Vassart, Biologische en Medische Wetenschappen
- 1994 - Eric G. Derouane, Exacte Wetenschappen
- 1995 - Claude d'Aspremont Lynden, Humane Wetenschappen
- 1996 - Etienne Pays, Biologische en Medische Wetenschappen
- 1997 - Jean-Luc Brédas, Exacte Wetenschappen
- 1998 - Mathias Dewatripont, Humane Wetenschappen
- 1999 - Marc Parmentier, Biologische en Medische Wetenschappen
- 2000 - Marc Henneaux, Exacte Wetenschappen
  - 2000 Eric Remacle & Paul Magnette, "Uitzonderlijke Prijs voor Europese Studies"
- 2001 - Philippe Van Parijs, Humane Wetenschappen
- 2002 - Peter Carmeliet, Biologische en Medische Wetenschappen
- 2003 - Michel Van den Bergh, Exacte Wetenschappen
- 2004 - Marie-Claire Foblets, Humane Wetenschappen
- 2005 - Dirk Inzé, Biologische en Medische Wetenschappen
- 2006 - Pierre Gaspard, Exacte Wetenschappen
- 2007 - François de Callataÿ, Humane Wetenschappen
- 2008 - Michel Georges, Biologische en Medische Wetenschappen
- 2009 - Eric Lambin, Exacte Wetenschappen
- 2010 - François Maniquet, Humane Wetenschappen
- 2011 - Pierre Vanderhaeghen, Biologische en Medische Wetenschappen
- 2012 - Conny Aerts, Exacte Wetenschappen
- 2013 - Olivier De Schutter, Humane Wetenschappen
- 2014 - Bart Lambrecht, Biologische en Medische Wetenschappen
- 2015 - Stefaan Vaes, Exacte Wetenschappen
- 2016 - Barbara Baert, Humane Wetenschappen
- 2017 - Steven Laureys, Medische Wetenschappen
- 2018 - Frank Verstraete, Exacte Wetenschappen
- 2019 - Laurens Cherchye, Bram De Rock en Frederic Vermeulen, Humane Wetenschappen
- 2020 - Bart Loeys en Cédric Blanpain, Biologische en Medische Wetenschappen
- 2021 - Michaël Gillon, Exacte Wetenschappen
- 2022 - Veerle Rots, Humane Wetenschappen
- 2023 - Sarah-Maria Fendt en Philippe Lemey, Biologische en Medische Wetenschappen
- 2024 - Veronique Van Speybroeck, Exacte Wetenschappen